# La Consolation (téléfilm)
Cet article concerne le téléfilm de Magaly Richard-Serrano. Pour le film de Cyril Mennegun, voir La Consolation (film).
Pour plus de détails, voir Fiche technique et Distribution.
La Consolation est un téléfilm de fiction français réalisé par Magaly Richard-Serrano, diffusé le 7 novembre 2017 sur France 3. Librement adapté du récit autobiographique publié par l'animatrice Flavie Flament en octobre 2016, il a reçu le prix du meilleur téléfilm au Festival de la fiction TV de La Rochelle en 2017.

## Synopsis
Flavie est une animatrice de télévision réputée. Un soir qu'elle s'apprête à enregistrer une émission, elle est terrassée par un malaise comme elle en a régulièrement depuis que son grand-père maternel est mort, quelques semaines plus tôt. Après avoir consulté divers « spécialistes » (sophrologue, naturopathe, podologue, chiropracteur) et fait le constat qu'elle ne souffre de rien sur le plan médical, elle finit par consulter un psychothérapeute, lequel, ayant rapidement diagnostiqué une « disjonction émotionnelle » consécutive au décès du grand-père, explique à sa patiente ce qu'est l' « amnésie traumatique » et l'invite à apporter lors des séances suivantes des photos d'elle enfant, pour aller ensemble à la recherche du « trauma » qu'il soupçonne d'être à l'origine de ses crises d'angoisse et des flashs dont elles s'accompagnent. À partir de là, le film fait alterner les séances de thérapie (il y en aura cinq, échelonnées sur plusieurs mois) avec sept séquences, beaucoup plus développées, qui présentent des moments de la vie de l'adolescente situés entre sa treizième et sa seizième années et qu'elle se remémore en feuilletant ses albums de photos. Mais ce travail de remémoration, répétitif et infructueux, finit par lasser et décourager Flavie, qui envisage de mettre fin à la thérapie. C'est alors qu'un incident fortuit — la chute d'une photo prise au polaroïd — fait soudain remonter à sa mémoire le souvenir, longtemps occulté, du viol commis sur elle, l’été de ses treize ans, par le célèbre photographe David Hamilton.

## Fiche technique
Sauf indication contraire, les informations mentionnées dans cette section peuvent être confirmées par les bases de données cinématographiques IMDb et Allociné,  présentes dans la section « Liens externes ».
- Réalisation : Magaly Richard-Serrano
- Adaptation et scénario : Magaly Richard-Serrano et Flavie Flament, d'après le roman autobiographique homonyme de Flavie Flament
- Musique : Louis Sclavis
- Décors : Antoine Maron
- Direction de la photographie : Pénélope Pourriat
- Montage : Catherine Schwartz
- Son : Martin Boisseau
- Production : Nicole Collet
- Sociétés de production : « Image & Compagnie », avec la participation de France Télévisions et de TV5 Monde, avec le soutien de la Région Nouvelle-Aquitaine et du département de la Charente-Maritime, en partenariat avec le CNC et avec le soutien de la PROCIREP-Société des Producteurs-ANGOA
- Société de distribution : Lagardère Studios Distribution
- Durée : 89 minutes
- Date de première diffusion : 7 novembre 2017, à 20h 55, sur France 3

## Distribution
Sauf indication contraire, les informations mentionnées dans cette section peuvent être confirmées par les bases de données cinématographiques IMDb et Allociné,  présentes dans la section « Liens externes ».
- Émilie Dequenne : Flavie adulte
- Lou Gable : Flavie adolescente
- Léa Drucker : Gislaine, dite Gigi, la mère de Flavie
- Philip Schurer : David Hamilton
- Hervé Pierre : le psychothérapeute
- Xavier Mathieu : Pierrot, le père de Flavie
- Patrick Préjean : le grand-père
- Chantal Ravalec : la grand-mère
- Pauline Blais : la tante Isabelle
- Jeff Bigot : l'oncle Hubert, frère de Ghislaine
- Baptiste Porcheron : Benjamin, frère de Flavie
- Enzo Castaldi[1] : Thomas, dit Matéo, frère de Flavie
- Céleste Aminot : Christelle
- Hugo Chalan Marchio : Hari
- Caroline Forestier : la mère de Hari
- Anne de Querioz : la maquilleuse
- Airy Routier : l'assistant de Flavie à la télévision
- François Briault : Bertrand, l'ami médecin
- Kevin Rozé : le rabatteur de David Hamilton
- Morgane Bonnin

## Production

### Adaptation
- Si vous ne connaissez pas le sujet, laissez ce bandeau (vous pouvez alors contacter les auteurs).
- Si vous supprimez le contenu mis en cause (vous pouvez préalablement contacter les auteurs),

argumentez précisément cette suppression dans la page de discussion
(un manque de référence n'est pas un argument ; une recherche réelle de référence doit avoir été effectuée, être formellement documentée).
Un « Avertissement » donné à lire avant le début de l'œuvre, sous la forme d'un carton imprimé sur fond noir, indique que « ce film est une adaptation libre du livre-confession » paru l'année précédente, et précise que « comme tout témoignage vécu, il livre des souvenirs ayant un caractère personnel, subjectif et par définition perfectible », avant de rappeler que « ces faits n’ont jamais été soumis à la justice et ne peuvent plus faire l’objet d’une quelconque action judiciaire ».
David Hamilton est le seul personnage du film qui ne relève pas de la « fiction », et à ce titre il est pourvu d'un prénom et d'un nom correspondant à ceux du photographe disparu en novembre 2016. Interrogée à ce propos par Hélène Rochette, de Télérama, la réalisatrice répond : « À partir du moment où il apparaissait dans le livre, et puisque tout le monde connaît désormais l'histoire, il aurait été hypocrite de ne pas nommer ce photographe célèbre dans le film. Et comme pour Flavie [Flament], il était fondamental que le nom soit cité, j'ai bien entendu respecté sa volonté. C'est d'autant plus justifié que ces fameuses années 80 sont bel et bien les années Hamilton. » Dès lors, Phillip Schurer, le comédien anglais qui tient son rôle, est présenté de manière à lui ressembler le plus exactement possible, ce qui n'est le cas d'aucun des autres personnages.
Ces derniers n'ont pas de patronyme. Présentés comme des personnages de fiction, ils ne sont cités ou interpelés que par leur prénom, fictif pour la plupart d'entre eux.
L'héroïne elle-même est simplement « Flavie » : la chaîne de télévision pour laquelle elle travaille n'est pas nommée et le patronyme Lecanu (nom de naissance de Flavie Flament) ne figure plus sur les couvertures du magazine OK! reproduites dans la séquence qui évoque l'élection de « Miss OK! 88 ». On pourrait s'étonner d'un tel choix, dans la mesure où, si la célébrité de David Hamilton dans les années 80 est avérée, celle de Flavie Flament, animatrice phare de TF1 dans les années 2000, ne l'est pas moins.

### Tournage
Le film est tourné entre le 29 mai et le 23 juin 2017 à La Rochelle et à Châtelaillon-Plage dans le département de la Charente-Maritime.

## Autour du téléfilm
La presse,, juge le film « déchirant et réussi ». Elle salue en particulier la prestation de Léa Drucker, « magistrale dans le rôle de la mère perverse ».
« Il faut que les femmes écrivent sur les femmes », a souligné la réalisatrice dans un entretien accordé à Hélène Rochette pour Télérama. En dépit d’une « fiction très sombre », Magaly Richard-Serrano a souhaité garder « l’humour et la poésie » du livre adapté, en filmant tout en vitalité, souvent avec caméra à l’épaule et couleurs ensoleillées, les vacances d’une famille presque ordinaire. Le climat poignant est rehaussé par la clarinette de Louis Sclavis.
La première diffusion de La Consolation sur France 3, le 7 novembre 2017, attire quatre millions de spectateurs, soit 16,8% de part d'audience. Elle fut suivie d'un « débat » intitulé « Contre le viol : oser parler pour se reconstruire » et animé par la journaliste Carole Gaessler. Y participaient Flavie Flament, qui, après avoir « mûrement réfléchi », avait « accepté d'être présente pour inciter d'autres femmes à parler pour se reconstruire », et trois « spécialistes » : David Gourion, « psychiatre [qui] travaille beaucoup sur l'amnésie traumatique et la libération de la parole, [et qui a] aidé et accompagné Flavie Flament », le Dr. Xavier Pommereau, « spécialisé dans les troubles de l'adolescence », et le Dr. Gilles Lazimi, médecin généraliste et « militant engagé contre les violences faites aux femmes et aux enfants ».

## Distinctions
- Festival de la fiction TV de La Rochelle 2017 : meilleur téléfilm[16],[2]
- Prix média ENFANCE majuscule 2018 : prix de la fiction[17]